# Ludvig Moberg
Wilhelm Ludvig Moberg, född 14 oktober 1866 i Norrköping, död 15 oktober 1935 i Danderyds församling, var en svensk dermatolog. Han var son till Wilhelm Moberg, bror till Axel Moberg, Ellen Moberg och Maria Moberg, far till Wilhelm Moberg och Lars-Eric Moberg samt morfar till Christina och Mikael Odenberg.
Moberg blev medicine licentiat i Stockholm 1899, studerade hos Oskar Lassar i Berlin  (1899), vid Hôpital Saint-Louis i Paris (1899–1900) och hos Paul Gerson Unna i Hamburg (1900), disputerade i Stockholm för medicine doktorsgrad 1905 samt promoverades samma år i Uppsala och utnämndes till docent i dermatologi vid Karolinska institutet. Åren 1893–1896 var Moberg läkare i Kongostaten (vid ett belgiskt företag där) och blev 1901 läkare vid Stockholms stads poliklinik på Södermalm för hudsjukdomarnas avdelning. 
Moberg skrev bland annat Versuch einer botanischen Klassifikation der beim Eczem gefundenen Kokkenarten nebst Bemerkungen über ein natürliches System der Kokken überhaupt. Spezieller Teil (tillsammans med Unna, 1900), Studier över ekzem och impetigo contagiosa (gradualavhandling 1905), Hudsjukdomarnas behandling (i Israel Hedenius "Vademecum", 1916), Ueber die Behandlung von Lupus erythematosus mit Röntgenstrahlen (1911) samt artiklar i Nordisk familjebok. Moberg var ledamot av flera utländska lärda sällskap och en av stiftarna av Nordisk dermatologisk förening. Han är begravd på Djursholms begravningsplats.